# Dunedinia decolor
Dunedinia decolor là một loài nhện trong họ Linyphiidae.
Loài này thuộc chi Dunedinia. Dunedinia decolor được Alfred Frank Millidge miêu tả năm 1988.